# Ōdachi
Das Ōdachi (jap. 大太刀, „Groß-Tachi“) oder auch Nodachi (野太刀, „Feld-Tachi“) ist eine längere Variante des als Tachi bezeichneten japanischen Schwertes.

## Beschreibung
Das Ōdachi wurde wegen seiner Länge über den Rücken geschlungen oder in der Hand getragen. Es existieren auch historische Illustrationen, in denen ein Diener die Waffe seines Herren trägt. Die Tatsache, dass die meisten der historisch erhaltenen Waffen als Prunkwaffe oder Zeremonialschwert genutzt wurden, verleitet oft zur Annahme, dass dies der einzige Verwendungszweck gewesen sei. Vielmehr verhält es sich so, dass es im Laufe der japanischen Geschichte ein Gesetz gab, welches die Klingenlänge beschränkte, weshalb die meisten der nicht zeremoniellen Klingen gekürzt wurden.
Da das Ōdachi recht unhandlich war, beschränkte sich seine kämpferische Anwendung zumeist auf die offene Feldschlacht.
Ōdachi wurden genauso wie gewöhnliche Nihontō geschmiedet. Dies erklärt den hohen Aufwand zur Herstellung dieser Waffe, da es auch partiell gehärtet und klassisch poliert wurde.

## Ōdachi Norimitsu

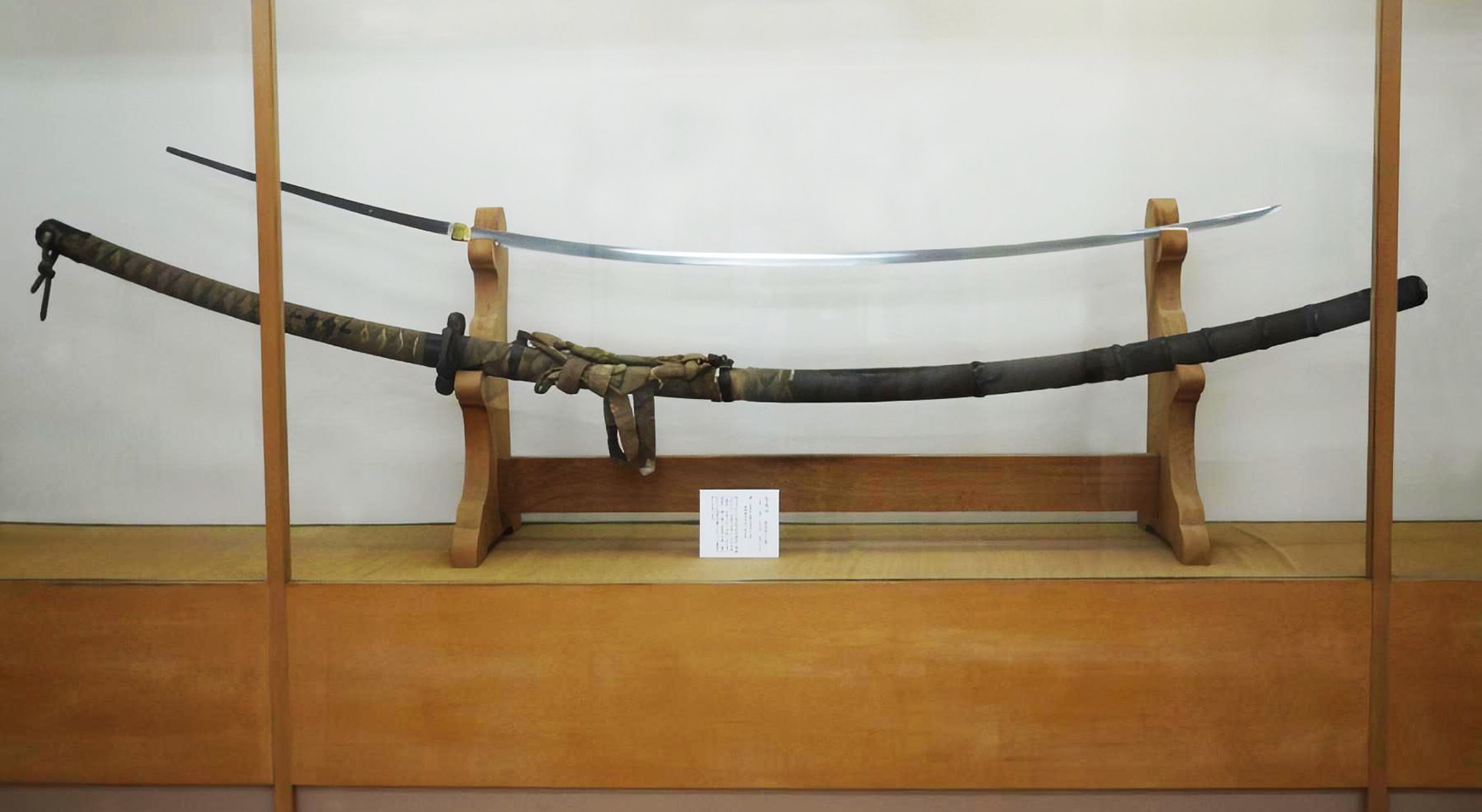
Der Odachi Masayoshi wurde vom Klingenschmied Sanke Masayoshi im Jahr 1844 geschmiedet. Die Klingenlänge (Nagasa) beträgt 225,43 cm und die Länge der Griffangel (Nakago) 92,41 cm.

Das längste bekannte Ōdachi ist der Ōdachi Norimitsu mit einer Gesamtlänge von 377 cm. Es wurde von dem japanischen Schwertschmiedemeister Norimitsu aus Osafune im früheren Bishū im August 1446 gefertigt. Es wird heute im Kibitsu-Schrein von Okayama aufbewahrt. Das besondere an dem Schwert ist, dass die Klinge aus einem Stück geschmiedet ist, in der gleichen Art wie ein herkömmliches japanisches Schwert (Katana). Andere Tempelschwerter in besonderen Längen wurden aus zwei Teilen zusammengesetzt. Die Klinge ist differenziert gehärtet, die Hamon ist echt und die Klinge besitzt eine Bo-Hi (Hohlkehle oder umgangssprachlich, jedoch unzutreffend, „Blutrinne“).

### Beschreibung der Sonderform
Dies sind die Spezifikationen des Ōdachi Norimitsu.
- Gesamtlänge: 377 cm
- Nagasa (Schneide): 226,7 cm
- Sori (Krümmung): 5,0 cm
- Nakago (Angel): 151 cm
- Dicke der Klinge (maximal): 2,34 cm
- Habaki: 5,85 cm
- Gewicht: 14,5 kg
- Mei (Klingensignatur): Bishū Osafune Norimitsu (備州長船法光)
- Aufbewahrungsort: Kibitsu-Schrein
- Fertigungszeit: August 1446
- Sugata (Klingenform): Shinogi-zukuri, maru-mune, bo-hi mit maru-dome
- Hada (Klingenmaserung): Itame
- Hamon (Form der Härtelinie): Ko-gunome, choji mit tobiyaki und kinsuji.